# Höftben
| Lateral vy. |
| Medial vy. |
| Höger höftben, lateral respektive medial vy. Muskelfästen markerade i rött. Illustration: Gray's Anatomy, 1918. (PD) |

Höftben (latin: os coxae) är, i människans skelett, ett stort, parigt och oregelbundet ben som utgör den ventrala (främre) och de laterala (yttre) sidorna på bäckenet (pelvis) och bäckenhålan. 
Höger och vänster höftben ledar ventralt mot varandra i blygdbensfogen (symphysis pubica) och dorsalt mot korsbenet (os sacrum) i sakroiliakaleden (art. sacroiliaca). Mitt på höftbenets laterala sida sitter höftledens (art. coxae) ledpanna acetabulum.

## Delar
Höftbenet är smalt i centrum vid acetabulum för att utvidga sig uppåt respektive nedåt. Benet består fram till slutet av puberteten av tre ben som förenas i vuxen ålder i en Y-formad broskskiva vid acetabulum:
- Tarmbenet (os ilium) utgör höftbenets breda, övre del och kan i sin tur uppdelas i två delar: corpus, "kroppen", och ala, den övre vingformade delen. Gränsen mellan de två delarna är urskiljbara på bäckenets insida som en krökt linje, linea arcuata.
- Sittbenet (os ischii) utgör den nedre, bakre och kraftiga delen. Sittbenet kan uppdelas i två delar: en corpus och en ramus.Not1
- Blygdbenet (os pubis) utgör den platta, främre och nedre delen. Blygdbenet kan uppdelas i en corpus och två rami, ramus superior och ramus inferior.

Nedanför acetabulum finns ett stort ovalt hål, foramen obturatum, som täcks av ett membran, membrana obturatoria, förutom i den övre delen där en kanal, canalis obturatorius, släpper igenom nerver och blodkärl.

## Ossifikation

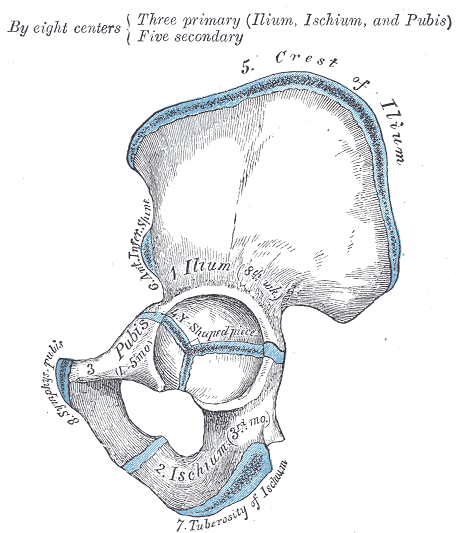
Lateral vy av vänster höftben med epifyser markerade i blått.
Illustration: Gray's Anatomy, 1918. (PD)

Höftbenet förbenas utifrån åtta förbeningskärnor. Tre primära, en för var och en av os ilium, os ischii och os pubis, och fem sekundära:
1. Crista iliaca
2. Spina iliaca anterior inferior
3. Tuber ischiadicum
4. Symphysis pubica
5. Den Y-formade broskskivan i acetabulums botten.